# سردارکند (داغستان)
سردارکند (به لاتین: Sardarkent) یک منطقهٔ مسکونی در روسیه است که در داغستان واقع شده‌است.